# 簡慶福
簡慶福（1921年—），香港攝影師。

## 生平
毕业于上海美术专科学校。曾多次在國際沙龍中得獎，1953年，以《水波的旋律》獲得香港攝影學會第八屆國際沙龍影展金獎，這也是第一次由華人獲獎。此外还担任上海中国画院顾问。